# Монтгомері (округ, Вірджинія)
Шаблон:StateAbbr_ 37°10′ пн. ш. 80°23′ зх. д. / 37.17° пн. ш. 80.39° зх. д.
Округ Монтгомері (англ. Montgomery County) — округ (графство) у штаті Вірджинія, США. Ідентифікатор округу 51121.

## Історія
Округ утворений 1772 року.

## Демографія
За даними перепису 2000 року загальне населення округу становило 83629 осіб, зокрема міського населення було 57915, а сільського — 25714. Серед мешканців округу чоловіків було 43806, а жінок — 39823. В окрузі було 30997 домогосподарств, 17212 родин, які мешкали в 32527 будинках. Середній розмір родини становив 2,87.
Віковий розподіл населення поданий у таблиці:
| Стать    | До 15 років | 15-21 | 22-29 | 30-39 | 40-49 | 50-65 | 65-85 | Понад 85 |
| -------- | ----------- | ----- | ----- | ----- | ----- | ----- | ----- | -------- |
| Чоловіки | 6126        | 11528 | 8485  | 5243  | 4576  | 4877  | 2725  | 246      |
| Жінки    | 5806        | 8929  | 6125  | 4965  | 4755  | 5009  | 3614  | 620      |

## Суміжні округи
- Крейг — північний схід
- Роаноук — схід
- Флойд — південь
- Пуласкі — південний захід
- Радфорд — захід
- Джайлс — північний захід

## Виноски
1. ↑  U.S. Decennial Census. United States Census Bureau. Архів оригіналу за 12 травня 2015. Процитовано 3 січня 2014.
2. ↑  Historical Census Browser. University of Virginia Library. Архів оригіналу за 11 серпня 2012. Процитовано 3 січня 2014.
3. ↑  Population of Counties by Decennial Census: 1900 to 1990. United States Census Bureau. Архів оригіналу за 15 грудня 2013. Процитовано 3 січня 2014.
4. ↑  Census 2000 PHC-T-4. Ranking Tables for Counties: 1990 and 2000 (PDF). United States Census Bureau. Архів оригіналу (PDF) за 15 січня 2017. Процитовано 3 січня 2014.
5. ↑  American FactFinder. Бюро перепису населення США. Архів оригіналу за 26 лютого 2012. Процитовано 31 січня 2008.

| США | Це незавершена стаття з географії США. Ви можете допомогти проєкту, виправивши або дописавши її. |